# ده نودرختی
ده نودرختی، روستایی از توابع بخش مرکزی، (دهستان پشت رود)، شهرستان نرماشیر در استان کرمان ایران است.

## جمعیت
این روستا در دهستان پشت رود قرار دارد و براساس سرشماری مرکز آمار ایران در سال ۱۳۸۵، جمعیت آن ۷۹ نفر (۱۵خانوار) بوده‌است.